# Kvartet
Christian Sinding voltooide zijn enige gepubliceerde Strijkkwartet in 1904. Het had nauwelijks succes. Hij droeg zijn strijkkwartet op aan dirigent Johan Halvorsen. Halvorsen was een goede violist, maar bovenal leider van het orkest behorende bij het Nationaltheatret in toenmalig Christiania. Halvorsen had net rond die tijd de première gegeven van Mannamaal en speelde ook Sindings Rondo infinito regelmatig.
De eersten die het uitvoerden waren de leden van het Langes Kvartet . Zij speelden het op 19 november 1904 in de Brødrene Hals Sal in een avond vol kamermuziek.
Halvorsen heeft het strijkkwartet waarschijnlijk slechts eenmaal gespeeld. Op 16 november 1916 speelde hij het met zijn eigen kwartet in de Brodrene Hals Sal in de samenstelling:
- Johan Halvorsen, Hans Hansen – viool
- Olaf Eriksen – altviool
- Otto Buschmann - cello (speelde ook mee tijdens de première)

De delen:
1. Andante
2. Andante
3. Allegretto scherzando
4. Allegro risoluto